# باشگاه فوتبال مریدیان
باشگاه فوتبال مریدیان (به انگلیسی: Meridian Football Club) یک باشگاه فوتبال در شهر وول‌ویچ، کشور انگلستان است که در سال ۱۹۹۵ میلادی تأسیس شده‌است.